# Lestes boninensis
Lestes boninensis är en trollsländeart som först beskrevs av Syoziro Asahina 1952.  Lestes boninensis ingår i släktet Lestes och familjen glansflicksländor. Inga underarter finns listade i Catalogue of Life.